# Jason Witten
Christopher Jason Witten (ur. 6 maja 1982 w Knoxville w stanie Tennessee) – amerykański zawodnik futbolu amerykańskiego, grający na pozycji tight enda. W rozgrywkach akademickich NCAA występował w drużynie University of Tennessee.
W roku 2003 przystąpił do draftu NFL. Został wybrany w trzeciej rundzie (69. wybór) przez zespół Dallas Cowboys. W zespole tym występuje do tej pory.
Siedmiokrotnie został wybrany do meczu gwiazd Pro Bowl (2004-2010), a pięciokrotnie do najlepszej drużyny ligi All-Pro (2004, 2007-2010). W sezonach 2007, 2008 i 2009 został wybrany najlepszym zawodnikiem w NFL na pozycji tight enda.